# Montreuil-en-Touraine
Montreuil-en-Touraine – miejscowość i gmina we Francji, w Regionie Centralnym, w departamencie Indre i Loara.
Według danych na rok 1990 gminę zamieszkiwały 632 osoby, a gęstość zaludnienia wynosiła 25 osób/km² (wśród 1842 gmin Regionu Centralnego Montreuil-en-Touraine plasuje się na 582. miejscu pod względem liczby ludności, natomiast pod względem powierzchni na miejscu 487.).